# Windschnurn
Windschnurn je naselje v Občini Lendorf v Okraju Špital ob Dravi  na Koroškem v Avstriji.